# John Densmore
John Paul Densmore (* 1. prosince 1944, Los Angeles) je americký bubeník. V letech 1965–1973 byl bubeníkem skupiny The Doors. Dříve se učil hrát na klavír. Začínal v kapele Psychedelic Rangers s Robbym Kriegerem. V roce 1967 se přidali k The Doors. Po rozpadu The Doors hrál s Robbym Kriegerem v kapele The Butts Band.
V současnosti působí v indiánsko-jazzovém seskupení s názvem Tribal Jazz. V roce 2006 vyhrál soudní spor nad zbylými žijícími členy The Doors, klávesistou Rayem Manzarekem a kytaristou Robbym Kriegerem, že jejich projekt na obnovení skupiny nesmí používat jméno Doors a jejich výdělky se musely zařadit do majetku této rockové skupiny.